# Arisaema setosum
Arisaema setosum là một loài thực vật có hoa trong họ Ráy (Araceae). Loài này được A.Sudh.Rao & D.M.Verma mô tả khoa học đầu tiên năm 1969 publ. 1971.